# Улица Зеленог делфина
Улица Зеленог делфина (енгл. Green Dolphin Street) је историјска филмска драма из 1947. коју је режирао Виктор Савил, а главне улоге играју: Лана Тернер, Ван Хефлин и Дона Рид. Филм је базиран на роману Green Dolphin County, кога је написала Елизабет Гуж.

## Улоге
| Глумац        | Улога             |
| ------------- | ----------------- |
| Лана Тернер   | Маријана Патурел  |
| Ван Хефлин    | Тимоти Хазлам     |
| Дона Рид      | Маргерит Патурел  |
| Ричард Харт   | Вилијам Озан      |
| Френк Морган  | др Едмонд Озан    |
| Едмунд Гвен   | Октавијус Патурел |
| Меј Вити      | главна опатица    |
| Реџиналд Овен | Капетан О`Хара    |
| Гледис Купер  | Софи Патурел      |